# Linia kolejowa Warszawa Mokotów – Nowe Miasto nad Pilicą
Linia kolejowa Warszawa Mokotów – Nowe Miasto nad Pilicą (oznaczana również jako Linia kolejowa Warszawa Południowa – Nowe Miasto nad Pilicą) – polska wąskotorowa linia kolejowa łącząca stacje Warszawa Mokotów oraz Nowe Miasto nad Pilicą. Duża część stacji jest nieczynna lub rozebrana. Pomiędzy pozostałymi 7 stacjami działa jedynie ruch turystyczny. Została wybudowana w 1898 roku. Otwarcie ruchu nastąpiło w 1899 roku. Zlikwidowana przez PKP w 1971 roku.
Była częścią Piaseczyńskiej Kolei Wąskotorowej.